# Zamia prasina
Zamia prasina är en kärlväxtart som beskrevs av William Bull. Zamia prasina ingår i släktet Zamia och familjen Zamiaceae. IUCN kategoriserar arten globalt som akut hotad. Inga underarter finns listade i Catalogue of Life.